# Bob Elphinston
Pour les articles homonymes, voir Elphinston.
Bob Elphinston est un dirigeant sportif australien. Il est le président de la Fédération internationale de basket-ball (FIBA) de 2006 à 2010.
Il est élu le 29 août 2006 à l'âge de 64 ans lors du congrès mondial à Tokyo à l'occasion du championnat du monde où il succède à Carl Men-Ky Ching ; il occupera le poste de 2006 à 2010, date à laquelle lui succède Yvan Mainini.